# Sandfelli (Gjógv)

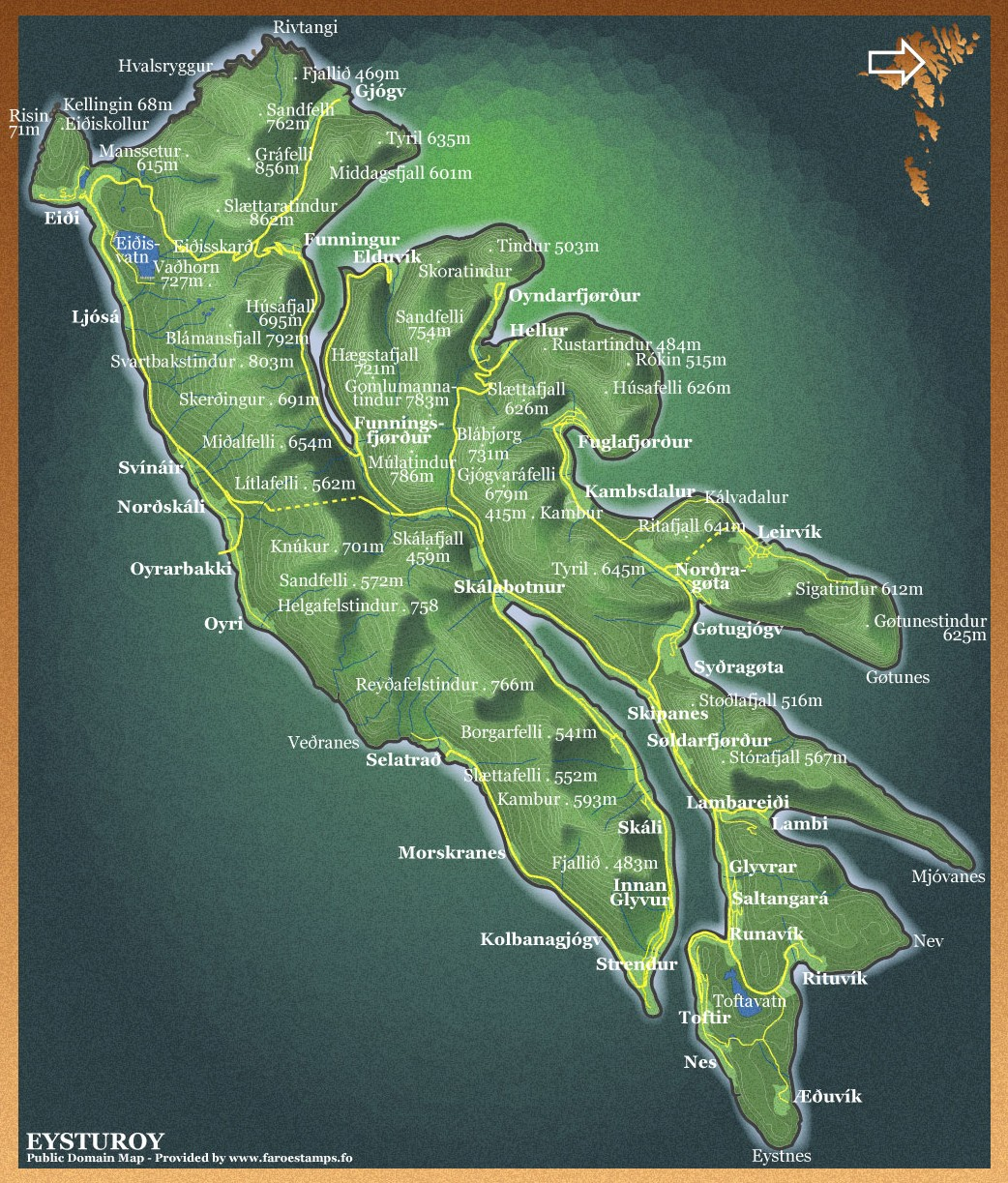
Karta över Eysturoy med Sandfelli utmärkt på den norra spetsen

Sandfelli är ett berg på ön Eysturoy, i den norra delen av ögruppen Färöarna. Bergets högsta topp är 752 meter över havet, vilket gör Sandfelli till det nionde högsta berget på ön. Sandfelli ligger nära Gjógv, på den norra spetsen av Eysturoy i ett område som innehåller Färöarnas två högsta berg, det 882 meter höga Slættaratindur och det 856 meter höga Gráfelli. Berget skall inte förväxlas med det två meter högre berget med samma namn som ligger vid Oyndarfjørður på den nordvästra sidan av ön.